# Raoul Mesnier du Ponsard
Raoul Ronson Mesnier du Ponsard (ortografiat și Mesnier de Ponsard, cunoscut și ca Raul Mesnier; n. 2 aprilie 1848

, în fosta freguesia São Nicolau din Porto — d. 26 mai 1914
, Inhambane, Mozambic) a fost un inginer portughez de origine franceză, cunoscut ca autorul mai multor ascensoare și funiculare de pe teritoriul Portugaliei.

## Biografie
Inginerul a fost fiul industriașului Jacques Robert Mesnier de Ponsard și al lui Marie Élodie Ronson, familie de origine franceză stabilită inițial în Braga. Numele tatălui apare uneori în varianta sa portugheză, Tiago Roberto Mesnier de Ponsard.
Raoul Mesnier du Ponsard s-a născut totuși la Porto, unde și-a petrecut copilăria și a studiat la liceul local, iar ulterior s-a înscris la Facultatea de Științe a Universității Coimbra, unde a studiat în paralel matematică și filozofie. Pentru a-și completa studiile, viitorul inginer a părăsit Portugalia și s-a specializat în inginerie mecanică în universități din Franța, Germania și Elveția. În această din urmă țară a avut ocazia să facă un stagiu în atelierele companiei de construcții de material rulant cu cremalieră pentru căi ferate înclinate a lui Nikolaus Riggenbach, un faimos inginer și inventator.
Inspirat de ceea ce a văzut în aceste țări, în special în Elveția, du Ponsard s-a întors în Portugalia decis să aplice și în țara lui experiența acumulată. Prima sa mare lucrare publică a fost Funicularul Bom Jesus din Braga, inaugurat în 1882. Funicularul folosea o tehnică inventată de inginerul elvețian Nikolaus Riggenbach, iar acesta a asistat în persoană la inaugurare. Următoarea sa lucrare a fost prima versiune a Funicularului Guindais din Porto, inaugurat pe 4 iunie 1891.
Au urmat alte lucrări impresionante precum Funicularul din Nazaré și calea ferată Monte din Funchal (acum dispărută), apoi Mesnier du Ponsard s-a mutat la Lisabona, unde a construit funicularele Lavra, Glória, Bica, Estrela, Graça și São Sebastião (acum dispărut), precum și ascensoarele Chiado și Municipal (acum dispărut). Dar Raoul Mesnier du Ponsard și-a câștigat notorietatea după ce a construit Ascensorul Santa Justa, inaugurat pe 10 iulie 1902 și realizat în stil neogotic. Compus dintr-un turn și o pasarelă care îl conectează cu strada Rua Nova do Carmo, acest ascensor constituie unul dintre cele mai cunoscute repere ale orașului Lisabona și unul din cele mai notabile monumente cu structură metalică.

### Viața particulară
Raoul Mesnier du Ponsard s-a căsătorit la Porto, pe 3 septembrie 1871, cu Sofia Adelaide Ferreira Pinto Basto.

## Inventator
Mesnier du Ponsard a fost de asemenea interesat și de armele de foc. În 1879 și 1880, în perioada în care încă locuia în Porto, a publicat cinci proiecte de arme inventate de el. Pe lângă multe alte modificări și îmbunătățiri aduse unor arme existente, el a proiectat o nouă carabină de luptă și o nouă metodă de obturare pentru arme care a fost construită, sub supravegherea lui, în uzinele Arsenalului Militar.
Numele lui Mesnier du Ponsard apare și pe lista colaboratorilor periodicului Tiro civil, publicat de asociația lunetiștilor civili portughezi (1895-1903).
În 1882, inginerul portughez a publicat proiectul unei o mașini care urma să execute cu viteză mare toate operațiile aritmetice, denumită Aritmotecno.

## Galerie

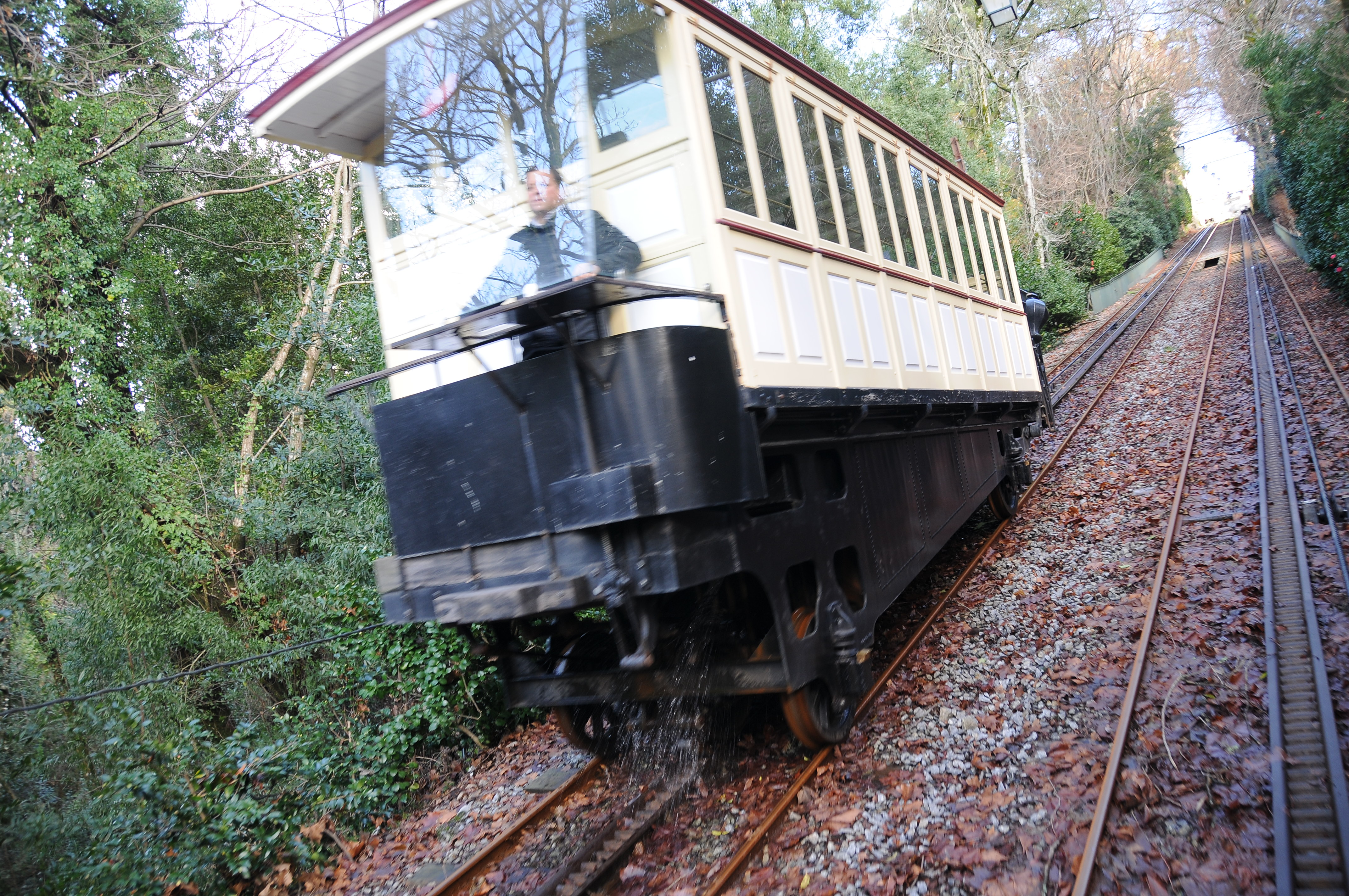
Funicularul Bom Jesus
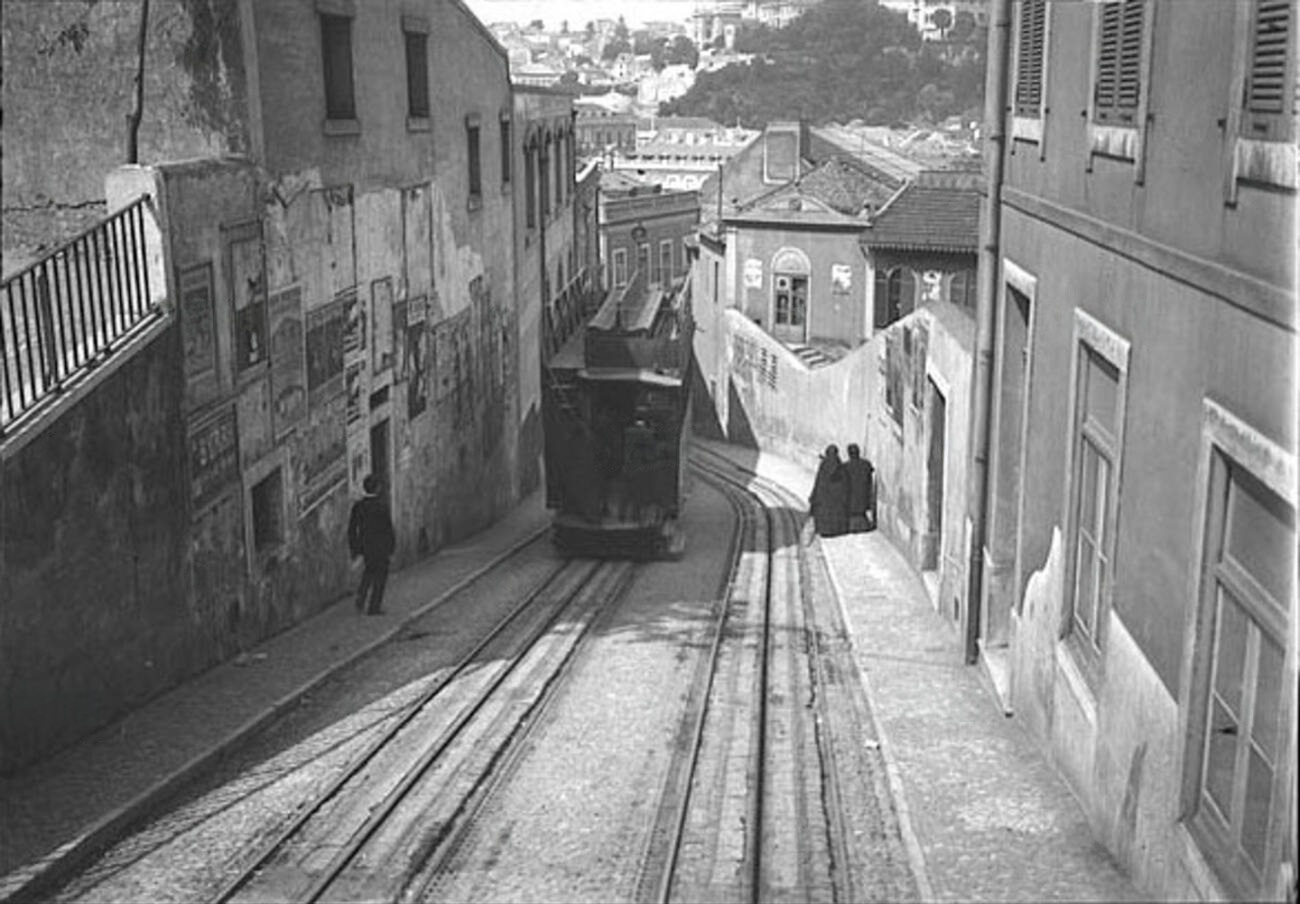
Funicularul Glória
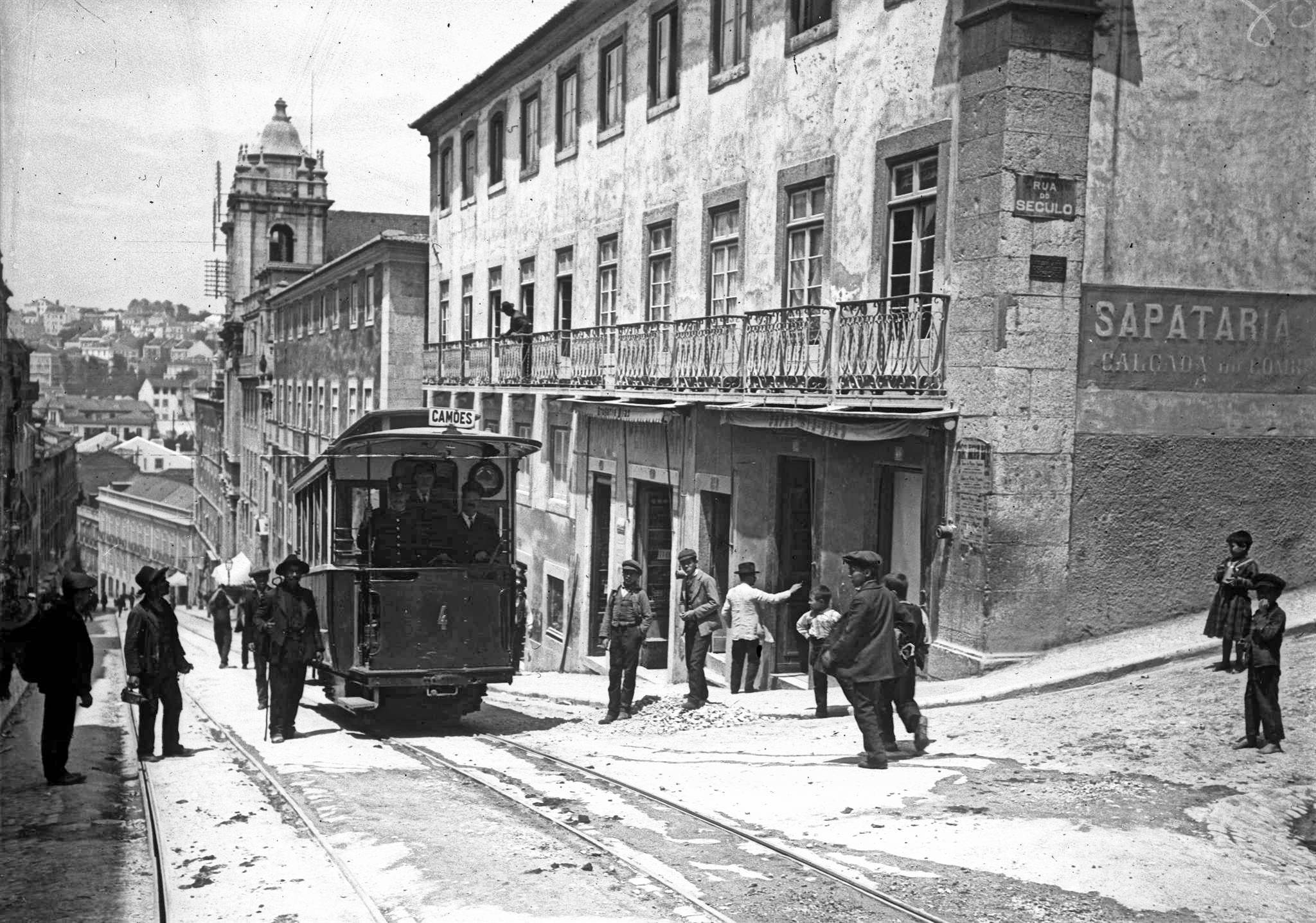
Funicularul Estrela
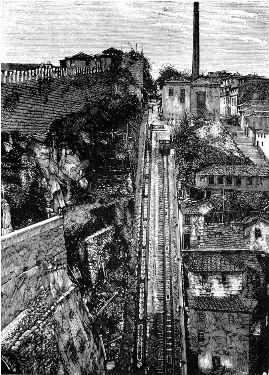
Funicularul Guindais
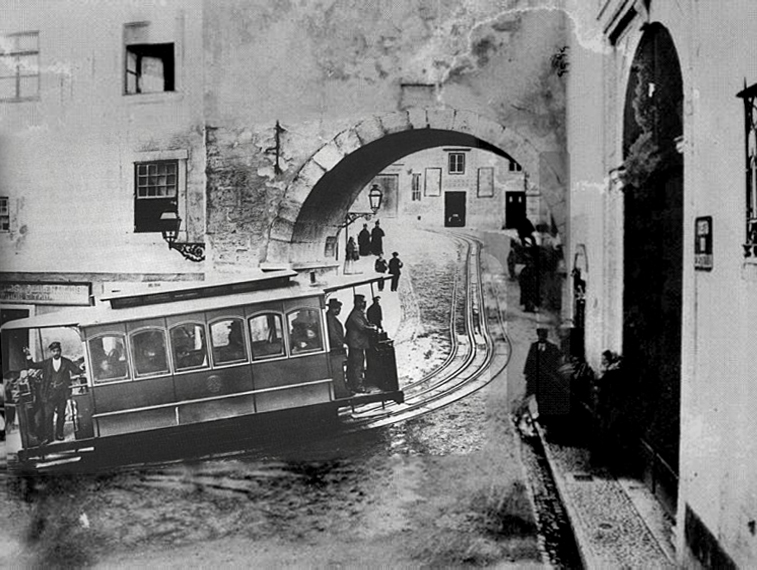
Funicularul Graça
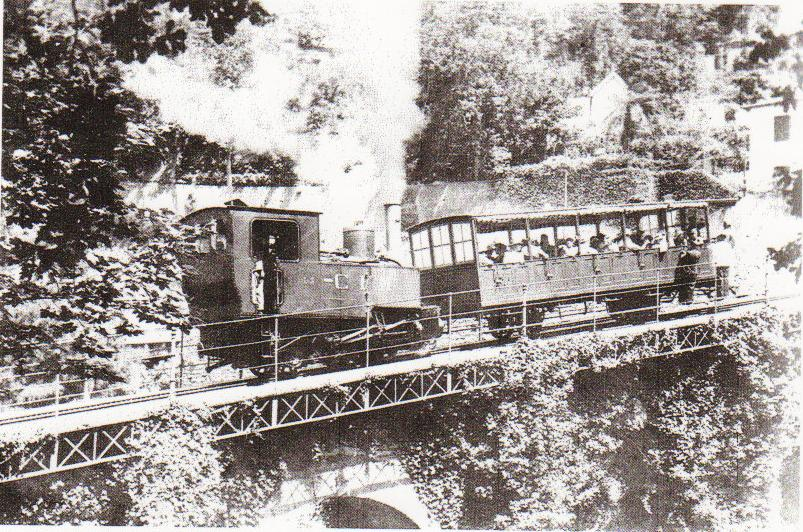
Calea ferată Monte
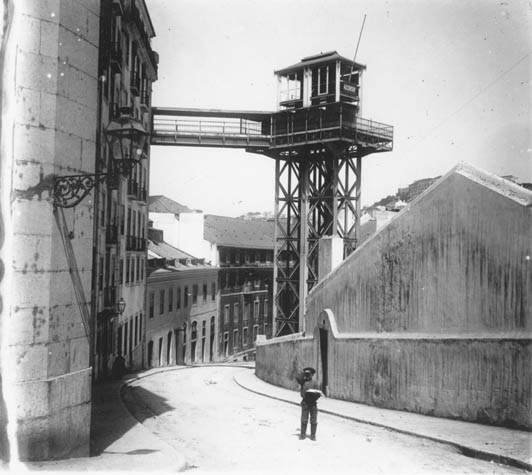
Ascensorul Municipal
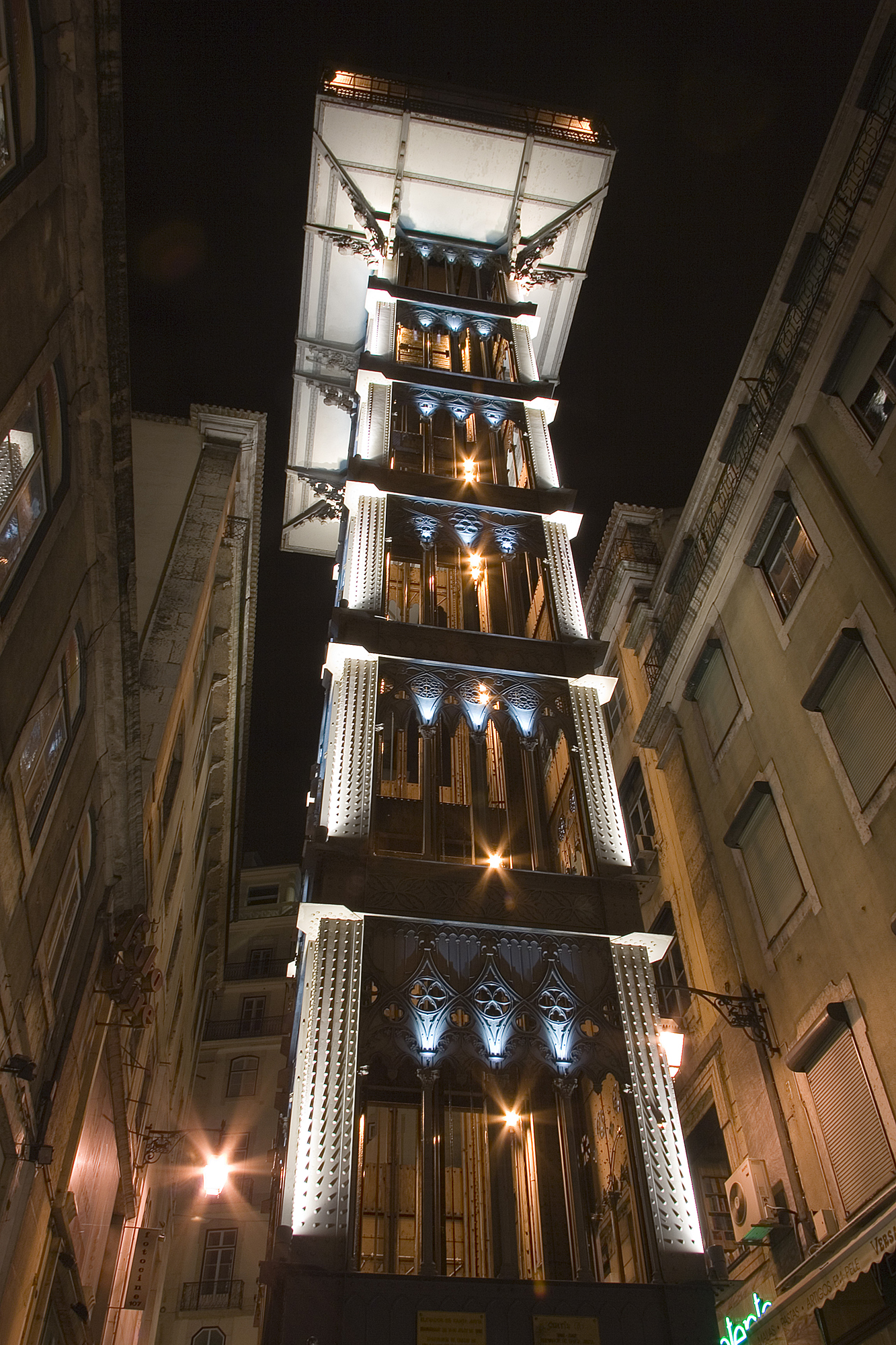
Ascensorul Santa Justa